# Пекло-Ґурне
Пекло-Ґурне (пол. Piekło Górne, нім. Ober Hölle) — село в Польщі, у гміні Пшивідз Ґданського повіту Поморського воєводства.
Населення — 209 осіб (2011).
У 1975-1998 роках село належало до Гданського воєводства.

## Демографія
Демографічна структура станом на 31 березня 2011 року:
|          | Загалом | Допрацездатний вік | Працездатний вік | Постпрацездатний вік |
| -------- | ------- | ------------------ | ---------------- | -------------------- |
| Чоловіки | 110     | 26                 | 74               | 10                   |
| Жінки    | 99      | 15                 | 67               | 17                   |
| Разом    | 209     | 41                 | 141              | 27                   |